# Сажем Кресерел
Сажем Кресерел (фр. SAGEM Crecerelle) је извиђачка беспилотна летелица развијена током 1990-их година у Француској. Заснована је летећој мети Мегит Банше. Њена конфигурација подсећа на поменуту, са додатком потискивача, клипног делтоидног крила, али је труп цилиндричног облика. Напаја се мотором од 20 kW и нема опрему за слетање, већ се спушта помоћу падобрана и ваздушних јастука.
Производила се у фабрици Сажем у Паризу. Најзначајнија употреба била је током НАТО бомбардовања Југославије 1999. године у оквиру ваздухопловних снага Француске.

## Коришћење
- Француска